# Popielów (województwo mazowieckie)
Popielów – wieś w Polsce położona w województwie mazowieckim, w powiecie węgrowskim, w gminie Liw. Ma status sołectwa.
| SIMC    | Nazwa            | Rodzaj    |
| ------- | ---------------- | --------- |
| 0678015 | Kolonia Popielów | część wsi |

W latach 1975–1998 miejscowość położona była w województwie siedleckim.
W 1939 roku znajdowało się pod wsią polskie lotnisko 15 dywizjonu bombowego.
Wierni Kościoła rzymskokatolickiego należą do parafii św. Leonarda w Liwie.